# Dr. Mario World
Dr. Mario World est un jeu mobile de type puzzle publié par Nintendo en 2019 en collaboration avec Line Corporation et NHN Entertainment (en). Le jeu est sorti le 19 juillet 2019 sur Android et iOS. À sa sortie le jeu recevra un accueil mitigé, notamment en raison de multiples bugs. Le jeu fait partie de la série Dr. Mario.
La fin du service a été annoncée par Nintendo pour le 1er novembre 2021.

## Scénario
Le Royaume Champignon, royaume fictif dans lequel se déroule la plupart des jeux Mario, est envahi par une horde de virus de différentes couleurs. Pour sauver le royaume, Mario, la princesse Peach et Bowser doivent revêtir des blouses de laboratoire et vaincre les virus en les détruisant avec des capsules de la même couleur que les virus. En cours de route, ils seront rejoints par d'autres personnages de la franchise Mario, comme Luigi, Yoshi, Toad ou bien Wario, car ils complètent des puzzles couvrant plusieurs mondes à travers le royaume champignon.

## Système de jeu
Le jeu se joue avec un seul doigt.
Dans Dr. Mario World, le gameplay est similaire aux précédents jeux Dr. Mario. Le joueur doit supprimer les virus de l'écran en faisant correspondre leurs couleurs avec celles d'une gélule. Le joueur dispose de plusieurs gélules mais ne peut en utiliser qu'une, tant que celle présente sur l'écran n'a pas été détruite, contre un éventail de virus et d'obstacles. Lorsque la gélule commence à dériver vers le haut, le joueur peut la faire pivoter et la déplacer horizontalement de manière que la couleur de la pilule corresponde à au moins deux virus de même couleur dans une direction verticale ou horizontale. Le niveau est terminé lorsque tous les virus sont supprimés. 
Le jeu est à difficulté croissante: plus le joueur progresse dans le jeu, plus les niveaux se complexifient en ajoutant des éléments supplémentaires, tels que des virus protégés et des blocs destructibles pour compliquer l'élimination des virus. Certains niveaux possèdent même des objectifs en plus de l'élimination des virus, comme la collecte de pièces d'or (monnaie iconique de la franchise Mario), nécessaires pour réussir le niveau. 
En remplissant un « compteur de compétences », le joueur peut activer une ou deux fois une capacité spéciale dans chaque niveau. Différentes capacités spéciales sont associées aux personnages jouables du jeu. Par exemple, le Dr Mario peut supprimer toute la ligne inférieure de l'écran de jeu, le Dr Yoshi supprime trois éléments à l'écran au hasard et le Dr Peach peut supprimer une colonne complète. Le joueur peut également acheter des power-ups via des microtransactions en argent réel pour remplir instantanément le compteur de compétences. À son lancement, le jeu comportait dix personnages jouables, avec le Dr Mario comme personnage par défaut. Après l'achèvement des cinq premières étapes, le joueur peut choisir de continuer à utiliser le Dr Mario, ou il peut choisir de passer au Dr Peach ou au Dr Bowser. Les joueurs ont également la possibilité d'enrôler des "assistants" qui offrent au joueur des avantages pendant le jeu. Par exemple, Pokey accorde au joueur 10 % de chances de gagner 3 secondes supplémentaires dans les étapes chronométrées, et Koopa Troopa accorde 50 points bonus pour chaque gélule restante à la fin d'une étape. Des médecins et des assistants supplémentaires sont acquis au hasard en utilisant des pièces accumulées pendant le jeu ou des diamants achetés avec de la monnaie réelle. 
Semblable à d'autres jeux de puzzle mobiles, tels que Candy Crush, le jeu est monétisé via des minuteries, des devises et des articles numériques achetables. Par exemple, le joueur utilise des « cœurs » pour jouer à un niveau, qui se reconstituent au fil du temps et qui, lorsque le joueur n'en a plus sont achetables. Le joueur peut utiliser des pièces et des diamants pour acheter de nouveaux personnages, de nouvelles capacités, des power-ups ou bien des gélules bonus. Le joueur reçoit des pièces pour avoir terminé ses activités quotidiennes. Les packs de diamants sont achetés en échange d'argent réel (pour des sommes allant de 2,29 euros à 74,99 euros) 
Le jeu dispose d'une campagne solo et d'un mode « versus » multijoueur. Le jeu nécessite une connexion Internet constante.

## Développement
Le jeu a été publié le 19 juillet 2019 sur Android et iOS et est sorti dans 59 pays. Le jeu a été développé par Nintendo, en collaboration avec Line Corporation et NHN Entertainment (en).

## Accueil
Dès sa sortie, le jeu a reçu un accueil mitigé de par, notamment, les différents bugs annihilant parfois totalement l'expérience des joueurs. Ainsi, lors de ses trois premiers jours de disponibilité, le jeu a comptabilisé seulement deux millions de téléchargements et 100 000 dollars de recettes. Ainsi, Dr. Mario World devient le jeu mobile Nintendo ayant généré le moins de recettes par téléchargements (0,05 dollar par joueur). Néanmoins le jeu a quand même reçu la note de 15/20 sur Jeuxvideo.com.